# 쇠데르만란드

쇠데르만란드의 문장

쇠데르만란드의 위치

쇠데르만란드(스웨덴어: Södermanland)는 스웨덴 중부 스베알란드 지역을 구성하는 지방 가운데 하나로 면적은 8,169km2, 인구는 1,193,583명(2009년 기준)이다. 남쪽으로는 외스테르예틀란드 지방, 서쪽으로는 네르케 지방, 북서쪽으로는 베스트만란드 지방, 북동쪽으로는 우플란드 지방과 접하며 동쪽과 남동쪽으로는 발트해와 접한다.
쇠데르만란드주와 스톡홀름주, 베스트만란드주, 외스테르예틀란드주가 이 지방에 속하며 스웨덴의 수도인 스톡홀름이 위치한다. 지방을 상징하는 꽃은 수련과, 동물은 물수리이다.